# Gil García
Gil García ist eine spanische Gemeinde in der Provinz Ávila der Autonomen Region Kastilien-León.

## Geografie
Gil García befindet sich in der Sierra de Gredos, nördlich der Grenze zu der Extremadura, auf 1145 m NN. Bekannt ist der Ort durch seinen Blick auf die Nordwand der Sierra de Gredos.

## Klima
Es herrscht kontinentales Klima mit milden Sommern.

## Politik
Gil García ist politisch der Gemeinde El Barco de Ávila zugeordnet und gehört dem Gerichtsbezirk Piedrahita an.

## Wirtschaft
Der Ort ist durch Viehzucht geprägt. Der Tourismus spielt eine untergeordnete Rolle.

## Sehenswürdigkeiten
- Romanische Kirche

## Veranstaltungen
- 20. Januar: San Sebastian
- 20. August: Großes Tanz- und Volksfest